# Balthazar Romand
Pour les articles homonymes, voir Romand.
Balthazar Romand, né le 6 janvier 1749 à Grenoble (Isère), mort le 9 avril 1811 à Angers (Maine-et-Loire), est un général français de la Révolution et de l’Empire.

## États de service
Il entre en service le 22 août 1771, comme enseigne au régiment provincial de Valence, il y devient lieutenant le 5 mai 1772 et il est réformé avec son régiment le 29 novembre 1775. Admis à l’école d’artillerie de La Fère, il en sort le 5 janvier 1779, et passe en qualité de sous-lieutenant le 22 août 1780, dans une compagnie détachée de l’artillerie de l’Inde, que la nouvelle de la prise de Pondichéry, par les Anglais, retient dans le port. Il est nommé lieutenant en troisième le 9 février 1781, lieutenant en second le 15 juin 1785, et il embarque le 14 mars 1789, sur l’escadre du bailly de Suffren.
À son retour en France le 1er avril 1789, il est incorporé dans la garde parisienne soldée, et il y devient capitaine dans le 3e bataillon de la 5e division le 1er septembre 1789. Le 14 mai 1792, il est employé avec son grade au 102e régiment d’infanterie, et le 8 juillet suivant au 8e régiment d’infanterie, comme chef de bataillon. En 1792 et 1793, il est affecté aux armées du Centre et du Nord, et il reçoit pendant la retraite de la Belgique, un coup de feu à la tête.
Il passe chef de brigade le 28 mars 1795, à la 15e demi-brigade de ligne, et il est envoyé à l’armée des côtes de Brest. Il se distingue le 28 mai à la Bataille de Grand-Champ, le 29 juin suivant, à la bataille d’Auray, et le 8 juillet à celle de Sainte-Barbe. Par ces faits d'armes, il est promu par les représentants en mission, général de brigade provisoire le 16 juillet 1795, à l’armée de l’Ouest et le 26 juillet, il prend le commandement de Belle-Île-en-Mer, qu’il doit défendre contre les Anglais. Le 22 septembre, il commande le département des Côtes-du-Nord, et il est confirmé dans son grade le 23 juillet 1796. Le 22 septembre 1796, il est employé dans la 13e division militaire, et le 18 novembre 1798, il passe dans la 8e division militaire. Le 1er mai 1800, il est affecté à l'armée du Rhin sous Montigny, et il est mis en non activité le 23 septembre 1801.
Le 23 septembre 1802, il est remis en activité dans la 7e division militaire, comme commandant du département du Jura. Il est fait chevalier de la Légion d’honneur le 11 décembre 1803, et commandeur de l’ordre le 14 juin 1804. Il est nommé commandant du département de Maine-et-Loire le 6 janvier 1806, et il meurt à son poste le 9 avril 1811, à Angers.

## Sources
- (en) « Generals Who Served in the French Army during the Period 1789 - 1814: Eberle to Exelmans »
- Thierry Pouliquen, « Les généraux français et étrangers ayant servis [sic] dans la Grande Armée » (consulté le 9 décembre 2014)
- Charles Théodore Beauvais et Vincent Parisot, Victoires, conquêtes, revers et guerres civiles des Français, depuis les Gaulois jusqu’en 1792, tome 26, C.L.F Panckoucke, janvier 1822, 414 p. (lire en ligne), p. 168.
- (pl) « Napoléon.org.pl »
- A. Lievyns, Jean Maurice Verdot, Pierre Bégat, Fastes de la Légion-d'honneur, biographie de tous les décorés accompagnée de l'histoire législative et réglementaire de l'ordre, Tome 3, Bureau de l’administration, janvier 1844, 529 p. (lire en ligne), p. 465.
- « Cote LH/2376/55 », base Léonore, ministère français de la Culture
- Georges Six, Dictionnaire biographique des généraux & amiraux français de la Révolution et de l'Empire (1792-1814), Paris : Librairie G. Saffroy, 1934, 2 vol., p. 385-386